# 胡熳华
胡熳华，中华人民共和国政治人物、全国脱贫攻坚先进个人。

## 生平
胡熳华任中国农村技术开发中心科技扶贫与创业服务处处长。因在脱贫攻坚战中作出突出贡献，2021年2月25日全国脱贫攻坚总结表彰大会上，胡熳华被授予“全国脱贫攻坚先进个人”。